# Theridion climacode
Theridion climacode là một loài nhện trong họ Theridiidae.
Loài này thuộc chi Theridion. Theridion climacode được Tord Tamerlan Teodor Thorell miêu tả năm 1898.